# Шолодько Ігор Васильович
І́гор Васи́льович Шоло́дько (10 жовтня 1965 — 30 листопада 2014) — солдат Збройних сил України, учасник російсько-української війни. Один із «кіборгів».

## Короткий життєпис
Народився 10 жовтня 1965 року в селищі міського типу Черняхів Житомирської області. Закінчив загальноосвітню школу № 36 міста Житомир. Майстер спорту СРСР з самбо.
Проживав у Житомирі. Працював слідчим Генпрокуратури. 2005 року вів справу проти Ігоря Коломойського до її закриття щодо підозри у вбивстві.
У серпні 2014-го мобілізований у Дніпропетровській області. Розвідник-снайпер, 74-й окремий розвідувальний батальйон, псевдо «Спец».
30 листопада 2014-го загинув під час штурму терористами Донецького аеропорту — вогнепальне осколкове поранення шиї, розтрощення шийних хребців.
Похований 4 грудня 2014-го в місті Житомир, Смолянське військове кладовище.

## Нагороди та вшанування
- За особисту мужність і героїзм, виявлені у захисті державного суверенітету та територіальної цілісності України, вірність військовій присязі під час російсько-української війни, відзначений — нагороджений 27 червня 2015 року — орденом «За мужність» III ступеня.
- Нагрудний знак «За оборону Донецького аеропорту» (посмертно).
- 2 вересня 2016 року на фасаді житомирської школи № 36 відкрили пам'ятну дошку бійцю АТО Ігорю Шолодьку[1][2].
- 10 жовтня 2019 року на фасаді будівлі прокуратури Житомирської області відкрили меморіальну дошку загиблому в АТО Ігорю Шолодьку[3][4].